# Anarquismo místico
O anarquismo místico foi uma tendência que surgiu entre o movimento simbolista russo depois de
1906, especialmente entre 1906 e 1908. Foi iniciado e popularizado por Georgy Chulkov.
Em 1906, Chulkov editou uma antologia acerca do modo de escrita simbolista, que incitava os escritores russos:
abandonem o simbolismo e o decadentismo e avancem para  uma "nova experiência mística".
Mais tarde, no mesmo ano, Chulkov compôs um manifesto para o "Anarquismo místico".
A doutrina foi inicialmente descrita como:
uma miscelânea de Nietzsche, Herzen, Bakunin, Dmitry Merezhkovsky, Ibsen, Byron, do socialismo utópico, do Anarquismo cristão de Tolstói e da rejeição de necessidade de Dostoiévski.
Alexander Blok e especialmente Vyacheslav Ivanov apoiaram a nova doutrina de Chulkov, enquanto que Valery Bryusov, o editor da revista líder do movimento simbolista A Balança, e Andrei Bely se opuseram ao anarquismo místico. O resultado desta controvérsia foi descarregada até 1908 nas revistas do movimento simbolista russo.